# Джалилов, Искандар Фатхуллоевич
Исканда́р Фатхулло́евич Джали́лов (1 июня 1992, Душанбе, Таджикистан) — таджикский и российский футболист, выступавший на позиции защитника. Выступал в национальной сборной Таджикистана.

## Клубная карьера
С 2008 по 2010 год находился в молодёжной команде московского ЦСКА. В 2010 году перешёл в молодёжную команду «Рубина», за которую выступал до 2012 года. В 2012 году перешёл в «Нефтехимик» на правах аренды, но так ни разу и не вышел на поле. Вторую половину сезона 2012/13 провёл в румынской команде высшей лиги «Турну-Северин». Его дебют состоялся 4 марта 2013 года в матче против «Астры». Всего провёл одиннадцать встреч за «Турну-Северин». 4 сентября 2013 года был арендован «Истиклолом». Первую половину 2014 года провёл в «Худжанде», в июле подписал контракт с клубом ФНЛ, нижегородской «Волгой».

## Карьера в сборной
Представлял Россию на юношеском уровне, а на взрослом выбрал национальную сборную Таджикистана.

## Достижения
- Обладатель Суперкубка Таджикистана: 2020

## Личная жизнь
Имеет троюродных братьев Манучехра и Алишера. Футболом начал заниматься позже братьев, до этого занимался теннисом. Образцом для подражания считает Серхио Рамоса. Женат на Фарзоне Илхомзода. В 2024 году у пары родилась дочь Ариана.